# Necros
Necros é um personagem do filme The Living Daylights, décimo-quinto da série cinematográfica de James Bond, criado por Ian Fleming.

## Características
Alto, loiro e atlético, Necros é um assassino soviético super treinado e disciplinado, trabalhando sob as ordens do General Koskov, o vilão da trama. Extremamente forte, usa vários disfarces para matar e o estrangulamento, usando os fios de seu walkman, parece ser seu método preferido.

## No filme
Sua primeira prioridade no filme é se certificar de que Koskov, alojado num esconderijo na Inglaterra, onde é interrogado pelo MI-6 após sua 'deserção', seja levado até Tânger, para a villa de Brad Whitaker, seu associado de crimes. Ele realiza a missão disfarçando-se de leiteiro, conseguindo entrar no local. De lá, depois de um tiroteio com agentes na cozinha, reporta pelo rádio que há um vazamento letal de gás no complexo, fazendo oom que ele seja evacuado. Necros aproveita-se da confusão para retirar Koskov da casa num helicóptero, e jogando granadas disfarçadas de garrafas de leite na casa, o que mata diversos agentes do serviço secreto que o perseguem.
Depois, com outro disfarce, de vendedor de balões, mata Saunders, agente do MI-6 que está trabalhando com Bond na investigação, como parte do plano de Koskov e Whitaker de fazerem a inteligência britânica acreditar que a SMERSH, uma organização assassina de espiões aliados - e supostamente dirigida pelo general Pushkin, chefe da KGB, segundo falsas acusações de Korkov - está por trás dos assassinatos.
Em Tânger, Necros ajuda a raptar Bond e a violoncelista Kara Milovy, ex-namorada de Koskov traída por ele que se alia a 007, e levá-los até uma base militar no Afeganistão, onde são aprisionados. Quando Bond e Milovy fogem da base num avião de carga, Necros vai atrás e pula dentro do avião para matá-los. Na luta que se segue entre ele e 007 no compartimeno de carga, Necros, derrotado e pendurado no ar com a aeronave em voo, se agarra às botas de Bond, com o resto do corpo solto no ar. Ele pede por sua vida, mas Bond simplesmente corta os cordões da bota e o capanga, com apenas ela na mão, despenca no vazio para a morte.